# John S. Sparks
John Stephen Sparks (* 20. Dezember 1963) ist ein US-amerikanischer Ichthyologe. Er ist Kurator am American Museum of Natural History. Seine Forschungsschwerpunkte sind sehr vielseitig und reichen von den Buntbarschen Madagaskars und Südasiens bis hin zur Biolumineszenz von Meeresfischen.

## Leben
1984 begann Sparks ein Studium der Wirtschaftswissenschaften an der University of Michigan, Ann Arbor, Michigan, das er 1987 als Bachelor of Arts abschloss. Nach einem zweijährigen Biologiestudium ab 1995 an derselben Universität erlangte er 1997 seinen Master of Science und 2001 wurde er mit der Dissertation Phylogeny and biogeography of the Malagasy and South Asian cichlid fishes (Teleostei: Perciformes: Cichlidae), including a survey of the freshwater fishes of Madagascar.zum Ph.D. promoviert. Von 1997 bis 2001 (mit Ausnahme von 1998) war Sparks kuratorischer Forschungsmitarbeiter an der Abteilung für Fische der University of Michigan Museum of Zoology. 1998 war er Doktorand und Forschungsmitarbeiter am Laboratory of Molecular Systematics, University of Michigan Museum of Zoology. Von 1998 bis 2000 war er Carl L. & Laura C. Hubbs Forschungsmitarbeiter an der Abteilung für Fische der University of Michigan Museum of Zoology, Ann Arbor, Michigan. Von 2002 bis 2007 war er Assistenz-Lehrbeauftragter am Consortium for Environmental Research and Conservation (CERC) und am Department of Ecology, Evolution, and Environmental Biology (EEEB) der University of Columbia in New York City. Seit 2007 unterrichtet er als Juniorprofessor (Adjunct Professor) am CERC und am EEEB. Von 2002 bis 2007 war er Assistenzkurator für Ichthyologie an der Abteilung für Ichthyologie am American Museum  of Natural History in New York City. Von 2007 bis 2012 war er verantwortlicher Kurator (curator-in-charge) und wissenschaftlicher Kurator (Associate Curator)  an der Abteilung für Ichthyologie am American Museum of Natural History in New York City. Seit 2012 ist er leitender Kurator an der ichthyologischen Abteilung des American Museum of Natural History.
Die Forschung von John S. Sparks konzentriert sich auf die Systematik, Evolution und Biogeographie von sowohl Süßwasserfischen als auch auf küstennahe Meeresfische und Tiefseemeeresfische. Zu seinen Projekten zählten die Entwicklung und Funktion von geschlechtsspezifischen Biolumineszenz-Signalsystemen bei Ponyfischen (Leiognathidae) sowie die Biolumineszenz bei anderen Meeresfisch-Kladen, der Ursprung und die Biogeographie der Süßwasserfische und küstennahen Meeresfische Madagaskars sowie synthetische Studien, die die Entwicklung der Biofluoreszenz und die biogeographische Geschichte von Meeresfischen des westlichen Indischen Ozeans untersuchen. Ferner führt Sparks phylogenetische Studien über Buntbarsche (Cichlidae), Ährenfischartige (Atheriniformes) und Höhlengrundeln durch, in denen sowohl morphologische als auch molekulare Belege kombiniert werden. Gemeinsam mit dem Ichthyologen Prosanta Chakrabarty untersuchte Sparks 2011 die Symbiogenese zwischen Ponyfischen und symbiontischen Leuchtbakterien, die in einem komplexen Leuchtorgan entlang der Speiseröhre der Fische Licht erzeugen.
Aktuellere Feldstudien umfassten unter anderem biotische Untersuchungen und Bestandsaufnahmen von sowohl Süßwasser- als auch Meeresfischen in Madagaskar, in der indo-pazifischen Region, in Südamerika und in der Karibik.

## Dedikationsnamen
2006 benannte Paul Loiselle die madagassische Zahnkärpflingart Pachypanchax sparksorum nach John S. Sparks und seiner Frau Karen Riseng Sparks, die die Typusexemplare gesammelt hatten.